# Bențid
Bențid (węg. Bencéd) – wieś w Rumunii, w okręgu Harghita, w gminie Șimonești. W 2011 roku liczyła 141 mieszkańców.